# Чаушли
 Тази статия е за селото в Македония.  За селото в Турция вижте Чаушли (вилает Истанбул).  
Чаушли (на македонска литературна норма: Чаушли) е село в община Дойран на Северна Македония.

## География
Селото е разположено в планината Боска, северозападно от Дойран.

## История
През XIX век селото е чисто турско. В „Етнография на вилаетите Адрианопол, Монастир и Салоника“, издадена в Константинопол в 1878 година и отразяваща статистиката на населението от 1873 г., Чаушли е посочено като село с 35 домакинства, като жителите му са 64 мюсюлмани. Според статистиката на Васил Кънчов („Македония. Етнография и статистика“) от 1900 година селото е населявано от 175 жители, всички турци.
В селото в 1916 година е погребан Луи Айер, български педагог и общественик от швейцарски произход.
Боривое Милоевич пише в 1921 година („Южна Македония“), че Чаушли има 30 къщи турци.
Според преброяването от 2002 година селото е без жители.

## Личности
Починали в Чаушли
- Христо Гълъбов Гечов, български военен деец, подпоручик, загинал през Първата световна война[5]